# Schritte ohne Spur
Schritte ohne Spur (Originaltitel: À double tour) ist ein französisch-italienischer Film unter der Regie von Claude Chabrol aus dem Jahr 1959 nach dem Roman Die schöne Dame von nebenan (The Key to Nicholas Street, 1952) von Stanley Ellin. Jean-Paul Belmondo wurde durch diesen Film erstmals einem breiteren Publikum bekannt.

## Handlung
Obwohl sie miteinander verheiratet sind und einen großen Besitz haben, empfinden Henri Marcoux und seine Frau Thérèse nur noch gegenseitigen Hass. Ihr Mann betrügt sie mit der schönen Léda, mit der er durchbrennen will. Thérèse weiß davon, ihre Kinder offiziell jedoch nicht. Sohn Richard hört gerne klassische Musik, Tochter Elisabeth hat László als Freund, den jedoch ihre Mutter nicht leiden kann. Eine Scheidung kommt für Thérèse nicht in Frage.
Henri kann die Situation nicht mehr ertragen. Er beschließt, sich mit Léda im Ort zu zeigen und anderntags mit ihr wegzufahren, um für Klarheit zu sorgen. Zurück bei Thérèse, kommt es zum Streit. Sie bietet ihm mehr Freiheit an, wenn er sie darin unterstützt, dass László sich von Elisabeth fernhält, er willigt jedoch nicht ein.
Kurz darauf wird Léda ermordet aufgefunden. Die Polizei nimmt bald Roger fest, den Liebhaber des Hausmädchens Julie. Doch Julie ist sicher, dass er es nicht war, und der ebenfalls auffällige László sucht nach dem wahren Täter, denn sein betrunkener Freund Vlado hat diesen gesehen.
Im Gespräch mit László äußert Richard, dass sie beide wüssten, dass László es nicht gewesen sei. Daher verdächtigt László Richard und setzt ihn unter Druck, bis er nach einer Rangelei nach dem Versprechen Lászlós zu schweigen, seiner Familie gegenüber die Tat zugibt.
In einer Rückblende wird geschildert, wie es sich zugetragen hat: Richard hat den Streit seiner Eltern im Nebenzimmer gehört und läuft daraufhin zu Léda, die in der Nachbarschaft wohnt. Er scheint etwas geistig verwirrt zu sein und erwürgt sie schließlich. Während seine Mutter Thérèse dagegen ist, bestärken seine Schwester Elisabeth und László ihn, sich der Polizei zu offenbaren. Er bittet seinen Vater um Verzeihung, die ihm dieser jedoch (noch) nicht gewähren kann, und macht sich auf zur Polizei, womit der Film endet.

## Kritiken
Im Lexikon des internationalen Films heißt es in der Filmkritik, „vor dem Hintergrund einer trügerischen Sonntagsidylle in Südfrankreich“ konstruiere der Regisseur „ein exakt berechnetes Spiel um Macht, Familienterror, Gefühlsheuchelei und bourgeoise Rituale.“ Dabei verstecke sich die „ätzende Moralkritik“ hinter scheinbar distanzierter Beobachtung. „Chabrols Trieb-Besessenheit verschaffte dem Film auch ein paar erotomane Szenen von unzweifelhaftem Reiz“, ist der Kommentar des Spiegel vom 27. April 1960. „Wie in einem deutschen Stummfilm-Schicksalsdrama“ würden alle Figuren „mehr oder minder gestört“ wirken.

## Auszeichnungen
Internationale Filmfestspiele von Venedig 1959:
- Coppa Volpi für Madeleine Robinson als beste Darstellerin
- Nominierung für einen Goldenen Löwen als bester Film